# 高野豆腐

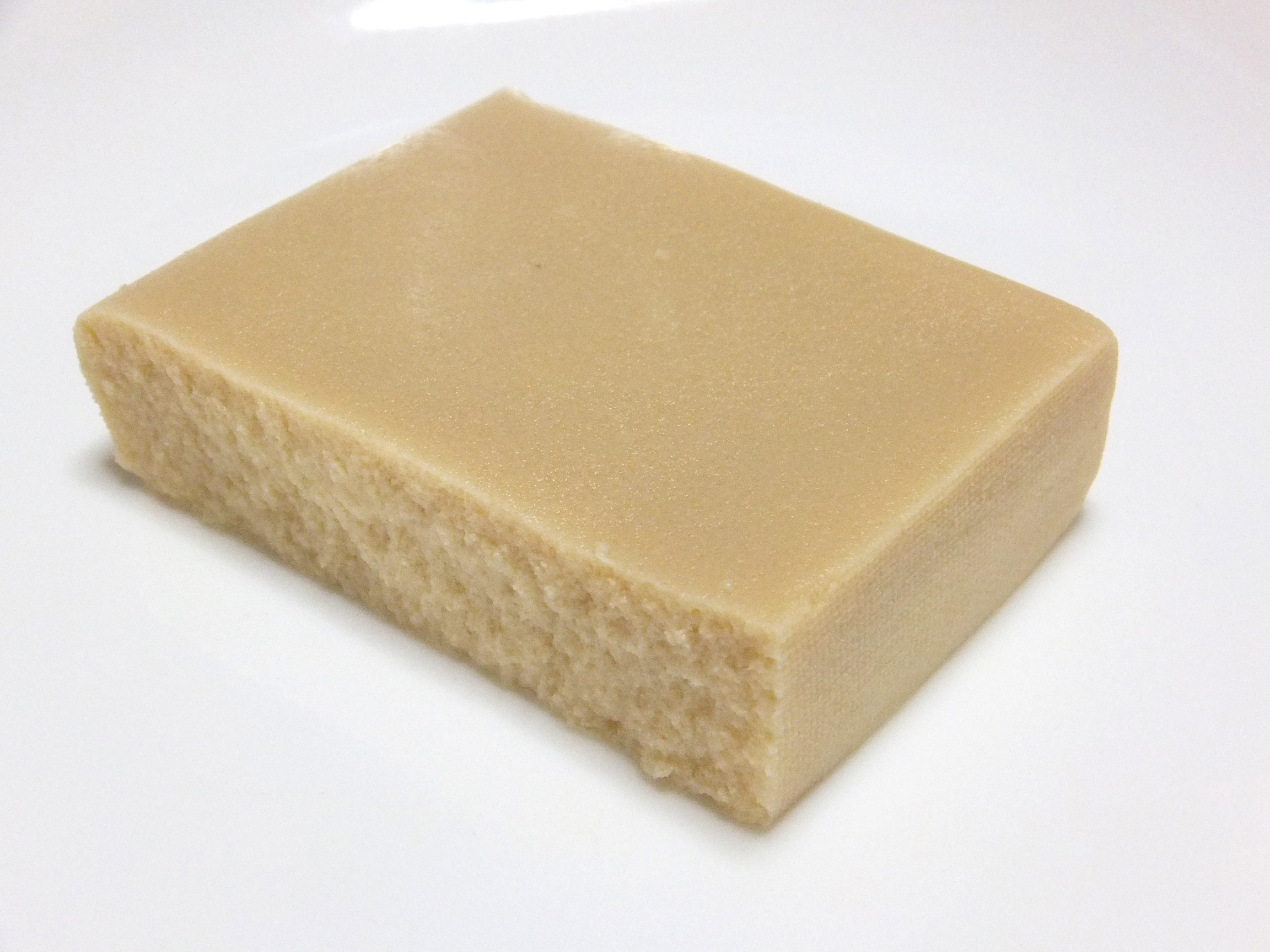
高野豆腐（水で戻した状態）

高野豆腐（こうやどうふ）は、豆腐を凍結、低温熟成させた後に乾燥させた保存食品。乾燥状態では軽く締まったスポンジ状で、これを水で戻し、だし汁で煮込むなどして味を付ける。

## 概要
一般的には木綿豆腐を冷凍したものが高野豆腐として広く認知されている。食感は元となった豆腐の製法により異なり、木綿豆腐はスポンジ状に、絹ごし豆腐は湯葉状になる。

### 歴史・名称起源
高野山で木食応其によって製法が完成された凍り豆腐（こおりどうふ）が、精進料理の一つとして日本全国に広まったものとされる。また、東北地方にも凍み豆腐（しみどうふ）と呼ばれる同じ製法の保存食があり、こちらは戦国大名伊達政宗が、兵糧研究の末に開発したという伝説がある。中国にも同様の食品があるので中国から伝来した可能性も高い。寒さの厳しい地方では、場所に限らず偶然の産物として発見され、普遍的に生産されてきた食品と見られる。
高野豆腐と呼ばれるに至ったのは、江戸時代において高野山の土産物として珍重されたからとも言われている。江戸時代においては最も流通した物がその販売地、販売者の地名を冠することがあり、これもその一つである。
高野豆腐の名称は現在では全国に広まっているがもとは前述の高野山がある関西圏で用いられていた名称で、甲信越地方・東北地方・北海道では凍み豆腐・凍り豆腐・氷豆腐と呼ばれていた。甲信越・東北・北海道で作られる伝統的な製法の凍り豆腐は、藁で数個ずつ豆腐を連ねて軒先に吊るして作るので、その形から連豆腐とも呼ばれている。大阪ではちはや豆腐という呼び名もある。古くは氷豆腐と表記されることもあった。
『豆腐百珍』では十二番目に凍豆腐（こごりとうふ）の名称で掲載され、別名として高野豆腐も記載。
歴史的には製法が異なる「凍み豆腐」系と「高野豆腐」系の2種類が存在していた。これを第二次世界大戦後、凍豆腐組合が統一する呼称として凍り豆腐（こおりどうふ）の名称を作った。
現代では9割以上が長野県で生産されている。
豆腐を一夜だけ凍らせて凍豆腐のようにしたものは、一夜凍り、一夜凍り豆腐、一夜豆腐などと呼ばれ、『豆腐百珍』では十三番目に速成凍豆腐（はやこごりとうふ）の名称で掲載されている。

### 記念日
2020年に全国凍豆腐工業協同組合連合会は11月3日を「高野豆腐の日」として制定した。この日付は、年内の残り日数が58日（コウヤ）であることに由来している。

## 製法
伝統製法では、
凍み豆腐（しみどうふ）
薄く切った豆腐を稲藁で編み、軒先に吊し、日中は直射日光を当て溶解させ夜間は寒気に晒す事を繰り返して自然乾燥させる。
高野豆腐
日陰で夜間の寒気に数日間晒し、脱水後に火力乾燥させて仕上げる。
形状不良となった高野豆腐を粉末にしたものを粉豆腐と呼び、長野県などでは料理に活用されている。
近代製法では、衛生管理が行われた屋内の設備により凍結と乾燥が行われ生産される。

## 膨軟剤
伝統的な製法による高野豆腐は硬く、水戻しには1晩かかり、柔らかく炊き上げるのは難しく、調理に手間のかかる食材である。このため現在市販されている高野豆腐のほとんどには、水戻しの時間を短縮し、柔らかく煮あがるように膨軟剤と呼ばれる食品添加物が加えられている。

### アンモニア
過去に用いられた製法で、極めて吸水性が高いアンモニアの性質を生かし、高野豆腐の水戻し時間を短縮する役割を持つ。乾燥が終わった高野豆腐をアンモニア処理室にいれアンモニアガスを充満させる。スポンジ状の高野豆腐の内部まで充分にアンモニアガスが行き渡ったら、密封包装をして出荷される。アンモニアが揮発してしまうと効果がなくなるので、保存時は必ず密封しなければならない。アンモニアを抜くために、水ではなく熱湯で戻す必要性がある。戻した後、何度か水を替えて完全にアンモニア臭を抜くことが推奨されている。

### 炭酸水素ナトリウム
たんぱく質を分解し食材を柔らかくする炭酸水素ナトリウム（重曹）の性質を利用し、高野豆腐を柔らかくする役割を持つ。生の豆腐を凍結し、炭酸水素ナトリウムの入った水に浸して解凍したのち、水を切り乾燥させる。たんぱく質の一部が破壊されているので水戻しも早く、柔らかく煮あがる。後述の炭酸カリウム製法が開発されるまでは、市販高野豆腐のほとんどが炭酸水素ナトリウム処理されたものであった。
アンモニア処理の高野豆腐と違い密封保存する必要性は無い。また、熱湯で戻す必要もない。
炭酸水素ナトリウム処理された高野豆腐は伝統製法のものに比べ、硬さが1/3 - 1/4程度で非常に柔らかく、別の食品といえるほど食感も異なる。その柔らかさから煮崩れしやすく、伝統製法の高野豆腐と同じ感覚で調理すると形が崩れてしまう。真水で煮ると崩れるので、組織を引き締め煮崩れを防ぐため、はじめから塩分が含まれた出汁で煮る。また、炭酸水素ナトリウム処理された高野豆腐は炊飯器に水と一緒に入れて炊くことによって普通の豆腐に近いものを作ることができる。

### 炭酸カリウム
高野豆腐の膨軟剤としては、長らく上述の炭酸水素ナトリウムが使用されてきたが、減塩志向の高まりを受けて炭酸カリウムによる製法が開発された（特許第6556438号）。炭酸水素ナトリウム処理された高野豆腐と比較して、調理特性はほとんど変化がなく、高血圧などの生活習慣病の原因となるナトリウムが大幅にカットされているうえ、カリウムによるナトリウム排出効果も期待できる。

## 調理法
高野豆腐は乾物なので、調理するには水分を含ませて戻す必要があり、高野豆腐の場合には熱湯に浸して戻す湯戻しが必要となる。ただし、近年では湯戻しを必要としないものや電子レンジで調理できるものも市販されている。

## 保存性
乾物のため保存性は高いが、保存期間が長くなると脂肪分が酸化し品質が劣化する。味を損なわず食べられる期間は6か月程度が限度である。また、多孔質でにおいを吸着しやすいので保存時には注意が必要である。酸化防止とにおい移りを防ぐために、密封容器に入れ冷暗所に保管することが望ましい。
食品産業センターの資料ライブラリー「加工食品の賞味期限設定について」の中に、「凍り豆腐の期限表示設定の考え方」がある。

## 健康機能性
高野豆腐は健康に良い食べ物であることは、長らくは漠然と認識されてきたが、近年の研究によりレジスタントプロテインが多く含まれることが示され、科学的かつ具体的に健康機能性が明らかとなりつつある。
ヒトを対象とした試験において、LDL低下、HDL上昇、食後中性脂肪上昇抑制など脂質代謝改善の効果や、慢性炎症促進遺伝子の不活性化が報告されている。このことから生活習慣病、特に脳卒中や心筋梗塞などの予防に効果があるのではないかと考えられている。また、2016年には糖尿病の予防・改善効果があるとする論文が発表され、糖質代謝にも好影響があることが報告された。2020年には食後高血糖（いわゆる血糖値スパイク）を抑える効果があることが報告され、糖質代謝改善のメカニズムの一つであると考えられる。
さらに、咀嚼を促す食品であり、高齢者の筋力・咀嚼力の向上に役立てられている例や、褥瘡（床ずれ）の治癒に効果的である動物試験結果もある。2021年、高野豆腐由来のレジスタントプロテインを用いた細胞試験により、免疫力を高める効果があるとする論文が発表された。